# Torchio idraulico
Il torchio idraulico è una macchina idraulica composta da due pistoni aventi due sezioni diverse (una più grande e una più piccola, rispettivamente di superficie S2 e S1) e da un tubo a forma di U dov'è presente un fluido.
Il funzionamento del torchio idraulico è basato su due principi della fisica dei fluidi: la legge dei vasi comunicanti, che è il principio secondo il quale in dei vasi comunicanti, uno o più contenitori comunicanti fra loro, un liquido, in presenza della forza di gravità, raggiunge sempre lo stesso livello, generando una superficie equipotenziale.
Il secondo principio è quello di Pascal, infatti, in un torchio esposto alla normale pressione atmosferica, i due pistoni non si muovono, ma applicando una forza al pistone con la sezione più piccola, facendolo scendere, la pressione si propaga uniformemente in tutto il fluido, fino a raggiungere l'altro pistone, che di conseguenza si alza, inoltre grazie alla sua sezione più grande, gli effetti della forza iniziale vengono aumentati.
Grazie al principio di Pascal, è anche possibile trattare il sistema matematicamente.
La pressione applicata sul pistone piccolo (che chiameremo {\displaystyle P_{1}}) è uguale al rapporto tra la forza applicata e l'area della sezione:
{\displaystyle P_{1}={\frac {F_{1}}{S_{1}}}}
Adesso, per il principio di Pascal, quella pressione, {\displaystyle P_{1}}, si trasmette invariata in tutto il fluido, quindi:
{\displaystyle F_{2}=P_{1}S_{2}}
Ma come si è visto prima, {\displaystyle P_{1}={\frac {F_{1}}{S_{1}}}}, si avrà di conseguenza:
{\displaystyle F_{2}={\frac {F_{1}}{S_{1}}}S_{2}=F_{1}{\frac {S_{2}}{S_{1}}}}
Un'ulteriore espressione matematica è la seguente:
{\displaystyle {\frac {F_{2}}{F_{1}}}={\frac {S_{2}}{S_{1}}}}

## Applicazioni
Una delle tante applicazioni pratiche del torchio idraulico è quella usata dai meccanici per sollevare le automobili, facilitandone così la riparazione. Lo stesso principio è alla base dei sistemi frenanti in campo automobilistico o motociclistico quali, per esempio, i freni a disco.